# Тал (Австрия)
Вижте пояснителната страница за други значения на Тал.
Тал (на немски: Thal) е село в югоизточна Австрия, окръг Грац-Умгебунг на провинция Щирия, отстоящо на 4 km от Грац. Основано е през 10 век. Придобило известност с факта, че е родно място на киноартиста Арнолд Шварценегер. Население 2238 жители към 1 април 2009 г.